# Grand Prix international de Rhodes 2018
La 2e édition du Grand Prix international de Rhodes a eu lieu le 4 mars 2018. Elle fait partie du calendrier UCI Europe Tour 2018 en catégorie 1.2. La course est remportée par l'Italien Matteo Moschetti (Polartec-Kometa) dans un temps de 4 h 38 min 5 s. Il est suivi dans le même temps par son compatriote Marco Maronese (Bardiani CSF) et l'Allemand Joshua Huppertz (Lotto-Kern-Haus).

## Équipes
| Unknown team category |
|                       |

## Classements

### Classement final
La course est remportée par l'Italien Matteo Moschetti (Polartec-Kometa) qui a parcouru les 195 kilomètres en 4 h 38 min 5 s, soit à une vitesse moyenne de 42,07 kilomètres par heure. Il est suivi dans le même temps par son compatriote Marco Maronese (Bardiani CSF) et l'Allemand Joshua Huppertz (Lotto-Kern-Haus). Sur les cent-deux coureurs qui ont pris le départ, quatre-vingt-dix-huit franchissent la ligne d'arrivée.
| \| Classement général \| Classement général \| Classement général \| Classement général \| Classement général \| \| Coureur \| Coureur \| Pays \| Équipe \| Temps \| \| ------------------ \| ------------------ \| ------------------ \| ---------------------------------- \| ------------------ \| \| 1er \| Matteo Moschetti \| Italie \| Polartec-Kometa \| 4 h 38 min 05 s \| \| 2e \| Marco Maronese \| Italie \| Bardiani CSF \| + 0 s \| \| 3e \| Joshua Huppertz \| Allemagne \| Team Lotto-Kern Haus \| + 0 s \| \| 4e \| Aaron Grosser \| Allemagne \| Team Sauerland NRW p/b SKS Germany \| + 0 s \| \| 5e \| Nico Selenati \| Suisse \| Akros-Renfer \| + 0 s \| \| 6e \| John Mandrysch \| Allemagne \| Dauner D&DQ-Akkon \| + 0 s \| \| 7e \| Paolo Simion \| Italie \| Bardiani CSF \| + 0 s \| \| 8e \| Geórgios Boúglas \| Grèce \| \| + 0 s \| \| 9e \| Matthew Overste \| Pays-Bas \| \| + 0 s \| \| 10e \| Anders Skaarseth \| Norvège \| Uno-X Norwegian Development \| + 0 s \| |                  |           |                                    |                 |
| |                  |           |                                    |                 |
| Sources : ProCyclingStats Cycling Quotient |                  |           |                                    |                 |
| Classement général |                  |           |                                    |                 |
| Coureur | Coureur          | Pays      | Équipe                             | Temps           |
| 1er | Matteo Moschetti | Italie    | Polartec-Kometa                    | 4 h 38 min 05 s |
| 2e | Marco Maronese   | Italie    | Bardiani CSF                       | + 0 s           |
| 3e | Joshua Huppertz  | Allemagne | Team Lotto-Kern Haus               | + 0 s           |
| 4e | Aaron Grosser    | Allemagne | Team Sauerland NRW p/b SKS Germany | + 0 s           |
| 5e | Nico Selenati    | Suisse    | Akros-Renfer                       | + 0 s           |
| 6e | John Mandrysch   | Allemagne | Dauner D&DQ-Akkon                  | + 0 s           |
| 7e | Paolo Simion     | Italie    | Bardiani CSF                       | + 0 s           |
| 8e | Geórgios Boúglas | Grèce     |                                    | + 0 s           |
| 9e | Matthew Overste  | Pays-Bas  |                                    | + 0 s           |
| 10e | Anders Skaarseth | Norvège   | Uno-X Norwegian Development        | + 0 s           |

### Classements UCI
La course attribue aux coureurs le même nombre des points pour l'UCI Europe Tour 2018 et le Classement mondial UCI.
| Position           | 1er | 2e | 3e | 4e | 5e | 6e | 7e | 8e à 10e |
| Classement général | 40  | 30 | 25 | 20 | 15 | 10 | 5  | 3        |